# 包克哈佐
包克哈佐（匈牙利語：Bakháza）是匈牙利绍莫吉州所辖的一个村。总面积5.92平方公里，总人口196，人口密度33.1人/平方公里（2011年1月1日）。